# Campeonato de Tercera División de Costa Rica 1969
El Campeonato de Fútbol de Tercera División 1969, fue la edición número 46 de Tercera División de Costa Rica en disputarse, organizada por la FEDEFUTBOL.
Este campeonato constó de 77 equipos debidamente inscritos en el Campeonato Nacional de Terceras Divisiones (Segunda División de Ascenso).

## Clubes Inscritos
| Región 1 de Limón | Región 1 de Limón       |
| ----------------- | ----------------------- |
| 1                 | Cieneguita J.R          |
| 2                 | C.S. Juan Gobán         |
| 3                 | Deportivo Estrella Roja |
| 4                 | Ferroviarios F.C        |
| 5                 | Bananeros F.C           |
| 6                 | Marte F.C               |
| 7                 | Harry Jackson Jr.       |
| 8                 | Bazar New York          |

| Región 2 de Caribe | Región 2 de Caribe   |
| ------------------ | -------------------- |
| 1                  | Selección de Guácimo |
| 2                  | Selección de Bataán  |
| 3                  | Estrada F.C          |
| 4                  | Barcelona            |
| 5                  | Selección de Matina  |
| 6                  | Huracán              |

| Región 3 y 4 de Cartago | Región 3 y 4 de Cartago |
| ----------------------- | ----------------------- |
| 1                       | El Guarco F.C           |
| 2                       | Pacayas F.C             |
| 3                       | Juan Viñas F.C          |
| 4                       | Tres Ríos F.C           |
| 5                       | La suiza F.C            |
| 6                       | Angelinos F.C           |
| 7                       | Oreamunense F.C         |
| 8                       | Tucurrique F.C          |

| Región 5, 6, 7 y 8 de San José | Región 5, 6, 7 y 8 de San José           |
| ------------------------------ | ---------------------------------------- |
| 1                              | Selección de San José                    |
| 2                              | Selección de Acosta                      |
| 3                              | Selección de Curridabat                  |
| 4                              | U.D. Moravia                             |
| 5                              | C.S. Guadalupe                           |
| 6                              | Selección de Montes de Oca               |
| 7                              | Selección de Tibás                       |
| 8                              | Selección de Zapote                      |
| 9                              | Selección de San Antonio de Desamparados |
| 10                             | Selección de Pitahaya                    |
| 11                             | Selección de Villa Colón                 |
| 12                             | A.D. Pavas                               |
| 13                             | Habana F.C                               |
| 14                             | Selección de Sagrada Familia             |
| 15                             | Selección de Barrio Cuba                 |
| 16                             | Club Deportivo Los Pinos                 |
| 17                             | Club Deportivo Santa Lucía               |
| 18                             | San Sebastián F.C                        |
| 19                             | Selección de Cristo Rey                  |
| 20                             | A.D. UCR                                 |
| 21                             | Selección de Santa Ana                   |
| 22                             | Club Deportivo Lourdes de Montes de Oca  |
| 23                             | Aserrí F.C                               |

| Región 9 de Heredia | Región 9 de Heredia                       |
| ------------------- | ----------------------------------------- |
| 1                   | Real Deportivo Rafaeleño                  |
| 2                   | C.S. Barbareño                            |
| 3                   | Selección de Barva                        |
| 4                   | Club Deportivo Floreño                    |
| 5                   | Club Deportivo Quesada                    |
| 6                   | Selección de Belén                        |
| 7                   | Caribe F.C                                |
| 8                   | Club Deportivo Once Estrellas del Barreal |
| 9                   | Real Deportivo Pableño                    |
| 10                  | Selección de Santo Domingo                |

| Región 10 y 11 de Alajuela | Región 10 y 11 de Alajuela |
| -------------------------- | -------------------------- |
| 1                          | Atenas F.C                 |
| 2                          | Piratas de San Mateo       |
| 3                          | El Carmen F.C              |
| 4                          | Municipal Grecia           |
| 5                          | Sarchí F.C                 |
| 6                          | Selección de Palmares      |

| Región 12 y 13 de Guanacaste | Región 12 y 13 de Guanacaste |
| ---------------------------- | ---------------------------- |
| 1                            | Selección de Liberia         |
| 2                            | A.D. Santa Cruz              |
| 3                            | Selección de Tilarán         |
| 4                            | Selección de Cañas           |
| 5                            | Selección de Abangares       |
| 6                            | Selección de Colorado        |

| Región 14 y 15 de Puntarenas | Región 14 y 15 de Puntarenas    |
| ---------------------------- | ------------------------------- |
| 1                            | Costa Rica de Esparza F.C       |
| 2                            | Quepos F.C                      |
| 3                            | Selección de Carrillo           |
| 4                            | Los Ángeles F.C                 |
| 5                            | Selección de Chomes             |
| 6                            | Club Deportivo Saprissa Porteño |

| Región 16 Sur | Región 16 Sur          |
| ------------- | ---------------------- |
| 1             | Selección de Golfito   |
| 2             | Coto 47                |
| 3             | Selección de Coto Brus |
| 4             | Selección de Osa       |

## Formato del Torneo
Se jugaron dos vueltas, en donde los equipos debían enfrentarse todos contra todos.

## Campeón Monarca de Tercera División de Costa Rica 1969
Fue la Selección de San Rafael de Heredia, conocido como el Real Deportivo Rafaeleño quien le gana la final a Golfito F.C y alcanza el cetro; subiendo a la segunda división. 

## Ligas Superiores
- Primera División de Costa Rica 1969

- Segunda División de Costa Rica 1969

## Ligas Inferiores
- Campeonato Barrios y Distritos a Nivel Regional
- Terceras Divisiones Independientes (canchas abiertas)

## Torneos
| Predecesor: Campeonato 1968 | Tercera División de Costa Rica Campeonato 1969 | Sucesor: Campeonato 1970 |